# Новики (Дятловский район)
Новики́ (бел. Навікі) — деревня в Поречском сельсовете Дятловского района Гродненской области Белоруссии. По переписи населения 2009 года в Новиках проживало 39 человек.

## Этимология
Название деревни образовано от названия-определения с основой «новичок», «новый член семьи», «новый переселенец» либо от фамилии Новик.

## География
Новики расположены в 14,5 км к северо-западу от Дятлово, 143 км от Гродно, 27 км от железнодорожной станции Новоельня.

## История
В 1624 году упоминается в составе Дятловской (Здентельской) волости во владении Сапег.
В 1880 году Новики — деревня в Пацевской волости Слонимского уезда Гродненской губернии (47 жителей).
Согласно переписи населения 1897 года в Новиках насчитывалось 9 домов, проживало 80 человек. В 1905 году — 78 жителей.
В 1921—1939 годах Новики находились в составе межвоенной Польской Республики. В 1923 году в Новиках имелось 16 хозяйств, проживало 93 человека. В сентябре 1939 года Новики вошли в состав БССР.
В 1996 году Новики входили в состав колхоза «Поречье». В деревне насчитывалось 34 хозяйства, проживало 70 человек.